# 廣原武美
廣原 武美（ひろはら たけみ、1977年 - ）は、国内外で演奏活動する日本の津軽三味線奏者である。演奏家、作曲家、編曲家、音楽家および指導者である。本名同じ。血液型はAB型。
茨城県東海村出身。愛称は、たけちゃん、たけ、たけやん。

## 来歴
1977年 茨城県東海村出身。6歳より津軽三味線を佐々木光儀に師事。幼い頃は、スポーツ(野球、サッカー、球技全般)に没頭する。中学生の時は陸上部。主に中距離。私立水城高校卒。新宿情報ビジネス専門学校中退。

## 活動歴
1991年青森県弘前市にて開催された津軽三味線全国大会にてC級の部優勝。更に翌年にはB級の部で連続優勝。
2001年 1ヶ月に渡りドイツ縦断、津軽三味線コンサートに出演。
2002年 第一回全国津軽三味線コンクール大阪大会大賞の部にて初代優勝。同年ニューヨーク追悼公演を行う。
2005年 外務省主催『日露修好150周年回航事業』ロシア公演に参加。『津軽三味線廣原武美流 廣原会』を発足。
2006年 日独主催西欧、ドイツ親善公演を行う。翌年にもベルギー、ドイツ公演を行う。
2006年〜毎年 中山法華経寺節分会(千葉県)に参加。

2007年 アメリカ西海岸ライブ記念ミニアルバム『FUSION GARA in U・S・A』をリリース。
2008年 ファミ通Presents PRESS START 2008 SYMPHONY OF GAMES コンサートに出演し神奈川フィルハーモニー管弦楽団と共演。上海公演も行う。
2009年 国際交流基金事業東欧ツアー(津軽三味線、和太鼓、横笛)ハンガリー、ポーランド、ブルガリア、3ヶ国公演を行う。
2010年 クルーズ客船「飛鳥II」にてサンフランシスコ、アラスカ航路乗船し公演を行う。同年ファミ通《Presents PRESS START 2010 SYMPHONY OF GAMES》に参加。同年、三味線プレイヤー上妻宏光デビュー10周年特別公演に参加。
2011年『津軽三味線廣原武美流 台灣廣原會』を発足。
2012年 カナダ3都市公演を行う。
2013年　自主制作【TAKEMI】CDリリース。
2014年 新橋演舞場にて、市川海老蔵【新春花形歌舞伎 通し狂言壽三升～景清～】公演に『津軽三味線上妻社中』で出演。 同年9月にも京都南座での再演にも『津軽三味線上妻社中』で出演。同年、台北市傑出市民協會（台灣）より【台日國際交流活動】感謝状を授与される。
2016年 津軽三味線と和太鼓ユニット我人（おらんど）メンバーでドイツ公演ツアー（■ケルン日本文化会館【我人＋柿﨑竹美Konzert】■デュッセルドルフ日本DAY【我人＋柿﨑竹美Konzert】）。同年、歌舞伎座にて市川海老蔵【七月大歌舞伎】一ヶ月公演に、同じく十一月博多座にて市川海老蔵【石川五右衛門】一ヶ月公演に『津軽三味線上妻社中』で出演。
2017年 六本木EXシアターにて市川海老蔵・寺島しのぶ主演、六本木歌舞伎【座頭市】に『津軽三味線上妻社中』で出演。同年、クルーズ客船「ぱしふぃっくびいなす」にてタヒチ・ハワイ航路に乗船し、和楽器民謡ユニット、月の音（つきのね）メンバーで公演を行う。
2018年 中南米ツアー 1月29日〜2月13日
エクアドル国交関係樹立100周年、日・ベネズエラ国交関係樹立80周年&日本人移住90周年記念コンサート
2019年  令和元年  津軽三味線の発祥の地(青森県金木町)にて
団体戦Cグループ(3人以上5人以下)台灣廣原會『優勝』
団体戦Bグループ(6人以上10人以下)廣原会『優勝』
団体戦Aグループ(11人以上)廣原三弦道『準優勝』
好成績を納める
2019年六本木歌舞伎EXシアター、オリックス劇場(大阪)第三弾作『羅生門』に『津軽三味線上妻社中』で出演。
台灣公演記録
2013年【津軽三味線廣原武美×民謡唄・手踊り柿﨑竹美 LIVE】開催
（台北市5月・12月）（台南市12月）主催：台灣廣原會
2014年【第一回津軽三味線廣原會 日本廣原会×台灣廣原會 台日交流會】開催（台北市）主催：台灣廣原會
同年、【津軽三味線廣原武美×民謡唄・手踊り柿﨑竹美 台中LIVE】開催（台中市）主催：台灣廣原會
2015年【第二回津軽三味線～和魂道新～日本廣原会×台灣廣原會 台日交流音楽會】開催（高雄市）主催：台灣廣原會
2016年【胴鳴り～津軽三味線廣原會台日交流音楽会～】開催（台北市）主催：台湾廣原會
2018年【津軽三味線台灣廣原會5周年記念演奏會】開催（台北市）主催：台湾廣原會

海外での演奏活動
ポルトガル、ドイツ、ポーランド、ハンガリー、ブルガリア、オーストリア、イギリス、ベルギー、ルクセンブルク、フィンランド、ロシア、ルーマニア、中国、香港、台湾、韓国、ハワイ、アメリカ、カナダ、エクアドル、ベネズエラ、タヒチ

## 津軽三味線廣原三弦道
廣原会(関東)ーーー 武之会(関西)
東京教室、埼玉教室、群馬教室、茨城教室、神奈川教室、岡山教室
台灣廣原會　會主　廣原武豪(台北)
台北教室、台南教室
香港・澳門廣原會
中国廣原会 
名取会員

一般会員

## 賞歴
2018 第7回本場津軽民謡全国大会（黒石市）津軽じょんから節・三味線の部【優勝】
2007 第2回全日本津軽三味線競技会名古屋大会一般Ａの部 【準優勝】
2006 第9回津軽三味線コンクール全国大会（東京）【審査員奨励賞】
2005 津軽三味線全国大会（弘前市）【入賞】
2004 津軽三味線全国大会（弘前市）【入賞】
2002 第1回全国津軽三味線コンクール大阪大会・大賞の部 【初代優勝】
1994 津軽三味線全日本競技大会（金木町）【準優勝】
1993 津軽三味線全日本競技大会（金木町）【準優勝】
1992 津軽三味線全国大会（弘前市）Ｂ級【優勝】
1991 津軽三味線全国大会（弘前市）Ｃ級【優勝】
津軽三味線 廣原会
第31回 津軽三味線全日本金木大会　団体の部‧一般Ｂグループ 【優勝】
第31回津軽三味線全日本金木大会　団体の部‧一般Aグループ 【準優勝】
第30回 津軽三味線全日本金木大会　団体の部‧一般Ｂグループ 【準優勝】
第28回 津軽三味線全日本金木大会　団体の部‧一般Ｂグループ　【三位】
第27回 津軽三味線全日本金木大会　団体の部‧一般Ｂグループ　【三位」
第26回 津軽三味線全日本金木大会　団体の部‧一般Ｂグループ 【入賞】
第25回 津軽三味線全日本金木大会　団体の部‧一般Ｂグループ 【優勝】
第24回 津軽三味線全日本金木大会　団体の部‧一般Ｂグループ 【入賞】
第23回 津軽三味線全日本金木大会　団体の部‧一般Ｂグループ　【入賞】
第10回 全国津軽三味線コンクール大阪大会　団体の部(6段の部) 【入賞】
第2回津軽三味線津軽民謡全国大会inびわ湖   団体部門(オリジナル曲) 【入賞】

津軽三味線 台灣廣原會
第31回津軽三味線全日本金木大会    団体の部‧一般Cグループ【優勝】
第30回 津軽三味線全日本金木大会　団体の部‧一般Cグループ【三位】

## CD
2007年『FUSION GARA in U.S.A』
2013年 廣原武美『TAKEMI』